# ورونیکا اومارا
ورونیکا اومارا (انگلیسی: Veronica O'Mara؛ زادهٔ) است. وی یک تاریخدان در دانشگاه هال است و تخصصش روی ادبیات مذهبی انگلستان در عهد قرون وسطی می‌باشد، به خصوص خطابه‌ها و سواد زنان. در نگارش کتاب مطالعات قرون وسطی و سخنرانی‌ها او با کارولین میوسیگ به‌طور مشترک کار کردند. اومارا در یک پروژه طولانی مدت به ادبیات قرون وسطای اروپا پرداخت که حاصلش کنفرانس‌هایی بود که او در در سالن کنفرانس میزوری و کانزاس سیتی در سالهای ۲۰۱۱ و ۲۰۱۲ و در آنتورپ در ۲۰۱۳ ایراد کرد.

## انتشارات برگزیده
- مطالعه بر روی انتشار خطاهای انتخاب شده انگلیسی در اواسط قرون وسطی، متن و نوشته‌های لیدز، n.s. ۱۳(لیدز: دانشکده انگلیسی ۱۹۹۴)
- فهرست پرونده میانه انگلیسی: دستاورد XIII، فهرست دستنوشته‌های حاوی پروسه میانه انگلیسی در کتابخانه کاخ لامبث (با O. S. پیکرینگ) (کمبریج: برور، ۱۹۹۹)
- ترجمه آثار سنت بیرگیتا از سوئدی به زبان رسمی اروپایی قرون وسطی (با بریگت موریس)، مترجم قرون وسطی، ۷ (تورنو: برپولز، ۲۰۰۰) (ویرایشگر)
- چهار اصطلاح انگلیسی میانه انگلیسی ویرایش شده از کتابخانه بریتانیا ام اس هارلی ۲۲۶۸، متن انگلیسی میانه، ۳۳(هایدلبرگ: زمستان، ۲۰۰۲)
- ادبیات، خوانندگان و گفتگو: نوشته‌های پرسش و پاسخ به داگلاس جفرسون (با استاد جانت کلر) (دوبلین: کالج دانشگاهی دوبلین مطبوعات: ۲۰۰۶) (ویرایشگر)
- گزارشی از خطبه‌های پروسس فارسی انگلیسی (با سوزان پل)، خطابه، ۱، ۴ جلد (تورنو: بریپولز، ۲۰۰۷)
- ادبیات نون در اروپای قرون وسطایی: گفتگوی هال (با استاد ویرجینیا بلانتون و پاتریشیا استوپ) (تورنو: بریپولز، ۲۰۱۳) (ویرایشگر)
- سخنرانی کلمه در دستنوشته و چاپ: مقالات به افتخار سوزان پاول (با استاد راننده مارتا W.)، خطابه، ۱۱(تورنو: بریسپول، ۲۰۱۳) (ویرایشگر)